# Barranc dels Plans (Benés)
El barranc dels Plans és un barranc de l'antic terme de Benés, de l'Alta Ribagorça, tot i que administrativament pertany al terme de Sarroca de Bellera, al Pallars Jussà.
Es forma als vessants nord-orientals del Bony de l'Aigua Blanca, al sud-est del Pas de Llevata, des d'on davalla cap al sud-est, i en un recorregut breu i costerut arriba al fons de la vall, on aflueix en el barranc de Culpregó, just a 50 metres del riu de Manyanet.